# Stipa nodosa
Stipa nodosa är en gräsart som beskrevs av Stanley Thatcher Blake. Stipa nodosa ingår i släktet fjädergrässläktet, och familjen gräs. Inga underarter finns listade i Catalogue of Life.